# Joseph Schorn (Politiker)
Valentin Joseph Schorn (* 17. April 1856 in Worms-Abenheim; † 5. August 1927 in Mainz) war ein hessischer Politiker (Zentrumspartei Hessen) und Abgeordneter der 2. Kammer der Landstände des Großherzogtums Hessen sowie des Landtags des Volksstaates Hessen in der Weimarer Republik.

## Familie und Beruf
Joseph Schorn war der Sohn des Sattlers Valentin Schorn und dessen Frau Appolonia Schorn, geborene Guth. Er war mit Gertrud geborene Wennesheimer verheiratet. Joseph Schorn besuchte das Lehrerseminar Bensheim und arbeitete ab 1875 als Lehrer in Mainz. Er war Mitbegründer, langjähriger Vorsitzender und zuletzt Ehrenvorsitzender des katholischen Lehrervereins Hessen.

## Politik
Joseph Schorn, der katholischer Konfession war, gehörte für das Zentrum dem hessischen Landtag 1919 bis 1921 in dessen erster Wahlperiode an. Bereits zuvor war er 1918 für den Wahlbezirk Rheinhessen 7/Gonsenheim / Nieder-Olm Abgeordneter der zweiten Kammer der Landstände gewesen. Er war als Nachrücker von Josef Molthan in den Landtag gekommen. 